# Paraeupolymnia uspiana
Paraeupolymnia uspiana är en ringmaskart som beskrevs av Penido J.C. Nogueira 2003. Paraeupolymnia uspiana ingår i släktet Paraeupolymnia och familjen Terebellidae. Inga underarter finns listade i Catalogue of Life.